# Charles-Jacques Frémont
Pour les articles homonymes, voir Frémont.
Charles-Jacques Frémont, né le 17 octobre 1806 à Québec et mort le 20 décembre 1862 en mer, est un médecin québécois. 

## Biographie
Il est le fils du négociant Charles-Pierre Frémont et de Charlotte Voyer. Il épouse Cécile Panet, fille de Philippe Panet, le 8 janvier 1845. Il eut huit enfants, dont Jules-Joseph-Taschereau Frémont. Il est le cousin de John Charles Frémont.
Il entreprend ses études classiques au Petit séminaire de Québec qu'il termine à Montréal lorsque sa famille y déménage. Il apprend la médecine auprès de John Stephenson. Il reçoit l'autorisation d'exercer le 16 novembre 1829. Il débute sa profession à Pointe-Lévy avant son retour définitif à Québec.
En 1845, il participe à la création et donne des cours à l'École de médecine de Québec, ancêtre de la Faculté de médecine de l'Université Laval. Il fonde également la même année l'Asile de Beauport avec les docteurs Joseph Morrin et James Douglas. Il en devient le directeur en 1849. Le 9 septembre 1856, il devient le deuxième doyen de la Faculté de médecine à la suite du décès de Jean Blanchet. Il fait progresser « tous les départements de la Faculté, termine la réalisation du Musée de pathologie et crée un cours d'anatomie microscopique. De plus, il envoie plusieurs médecins étudier aux États-Unis et en Europe ».
Il décède en mer de retour d'un voyage en Égypte. Il est inhumé au cimetière Saint-Charles le 31 décembre 1862.

## Distinctions
- Commandeur de l'Ordre de Saint-Grégoire-le-Grand (1860)